# Morris J2
Der Morris J2 wurde 1956 präsentiert. Der Kleintransporter war größer und moderner als der Morris J-Typ und hatte einen Ottomotor der B-Serie mit 1489 cm³ Hubraum. Ebenso wie der J-Typ war der Motor zwischen Fahrer- und Beifahrersitz platziert.
Der J2 sollte das Nutzfahrzeugangebot nach oben ergänzen.
Nachdem die Unternehmen Morris und Austin zur British Motor Corporation vereinigt worden waren, wurde das Modell mittels Badge-Engineering auch als Austin J2 vermarktet.
1961 wurde es überarbeitet, wobei der Motor auf 1622 cm³ vergrößert wurde und wahlweise ein Dieselmotor mit 1500 cm³ erhältlich war. Das Austin-Modell wurde nun als Austin 152 vermarktet.
1967 wurde die Produktion beendet und als Nachfolger wurde der Morris 250 JU eingeführt.

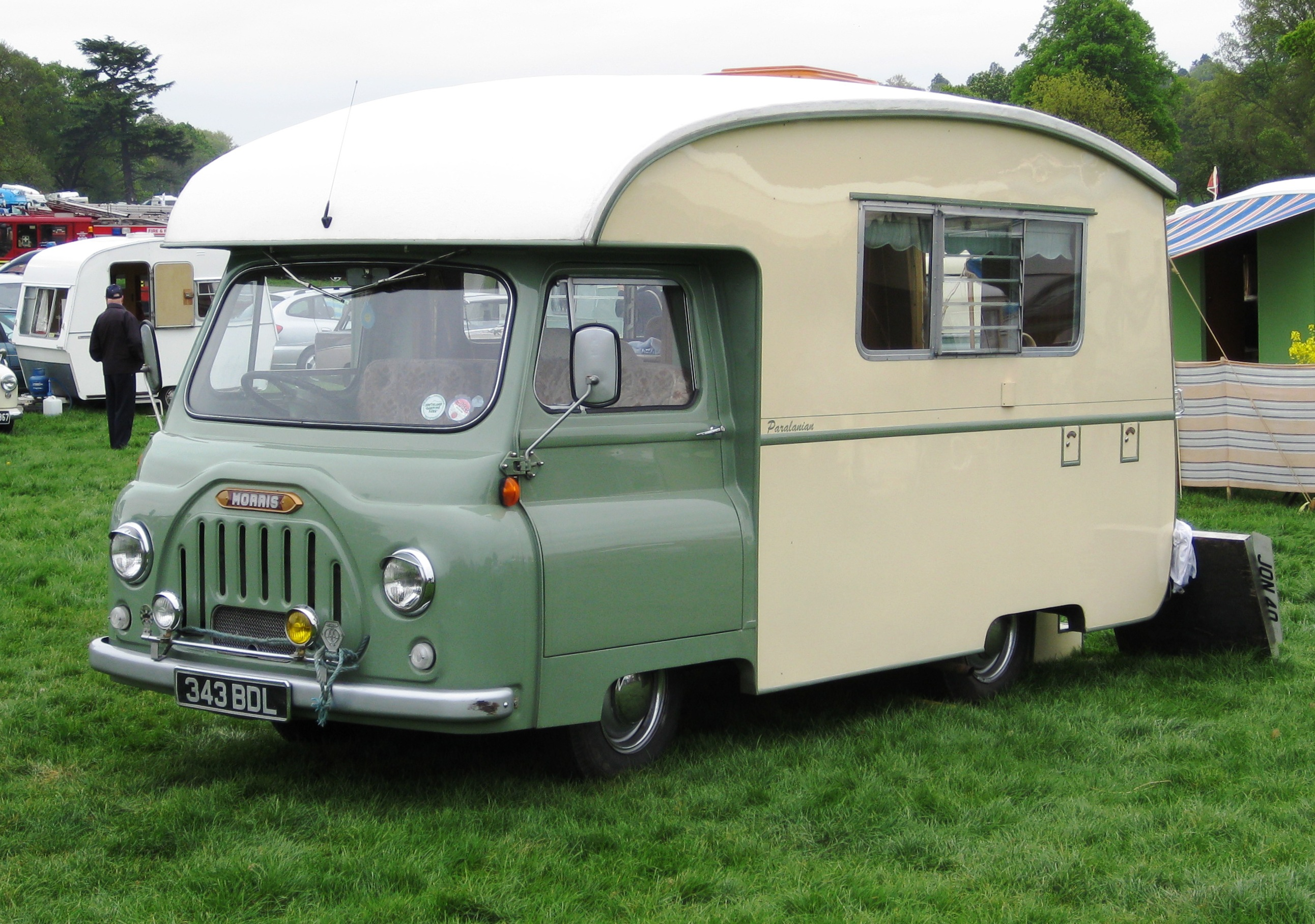
Morris J2 als Wohnmobil
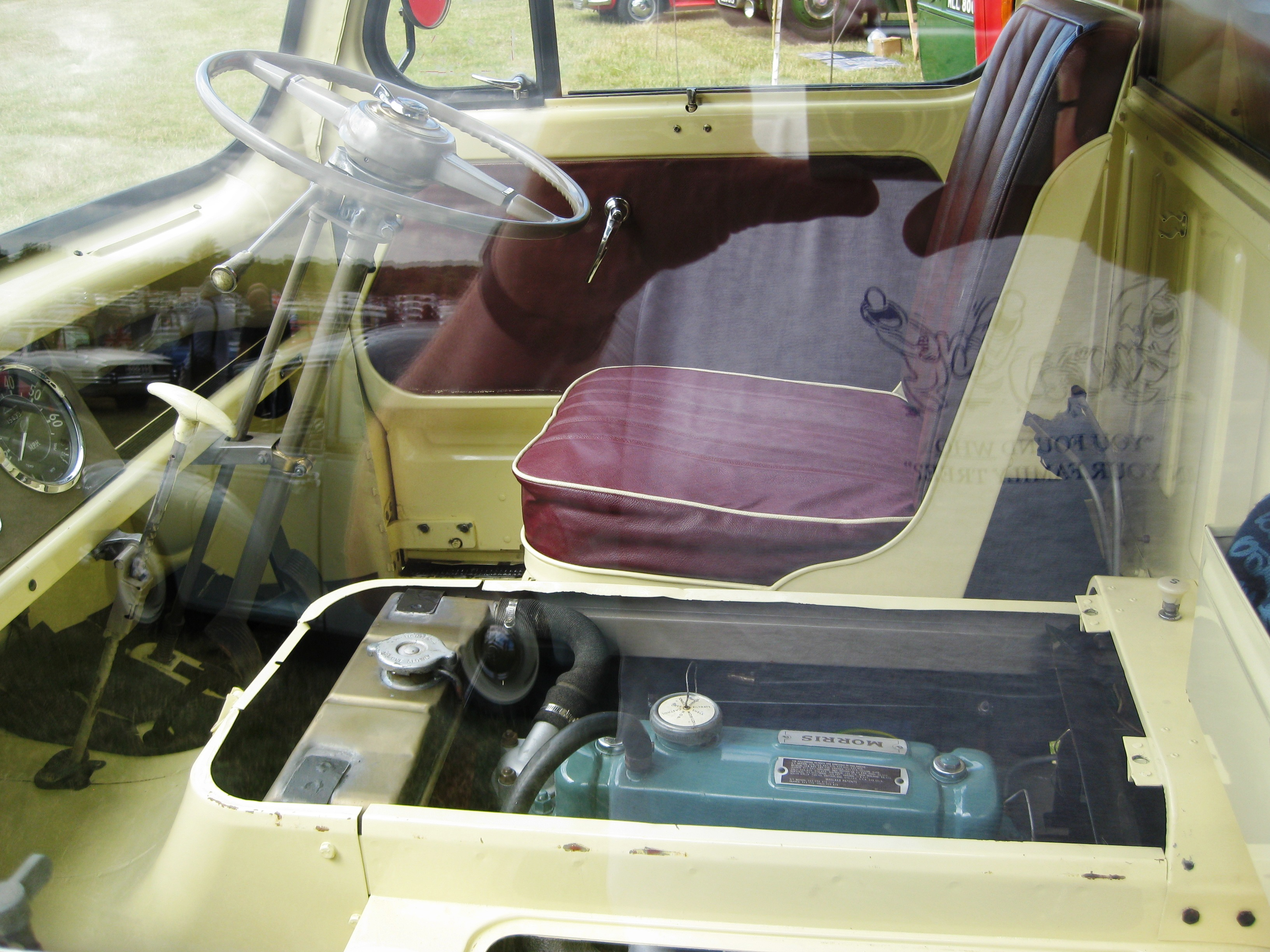
Blick in den Fahrerraum

## Referenzen
- Harry Edwards: Morris Commercial Vehicles. Alan Sutton, ISBN 0-7509-0176-4.